# Tahai

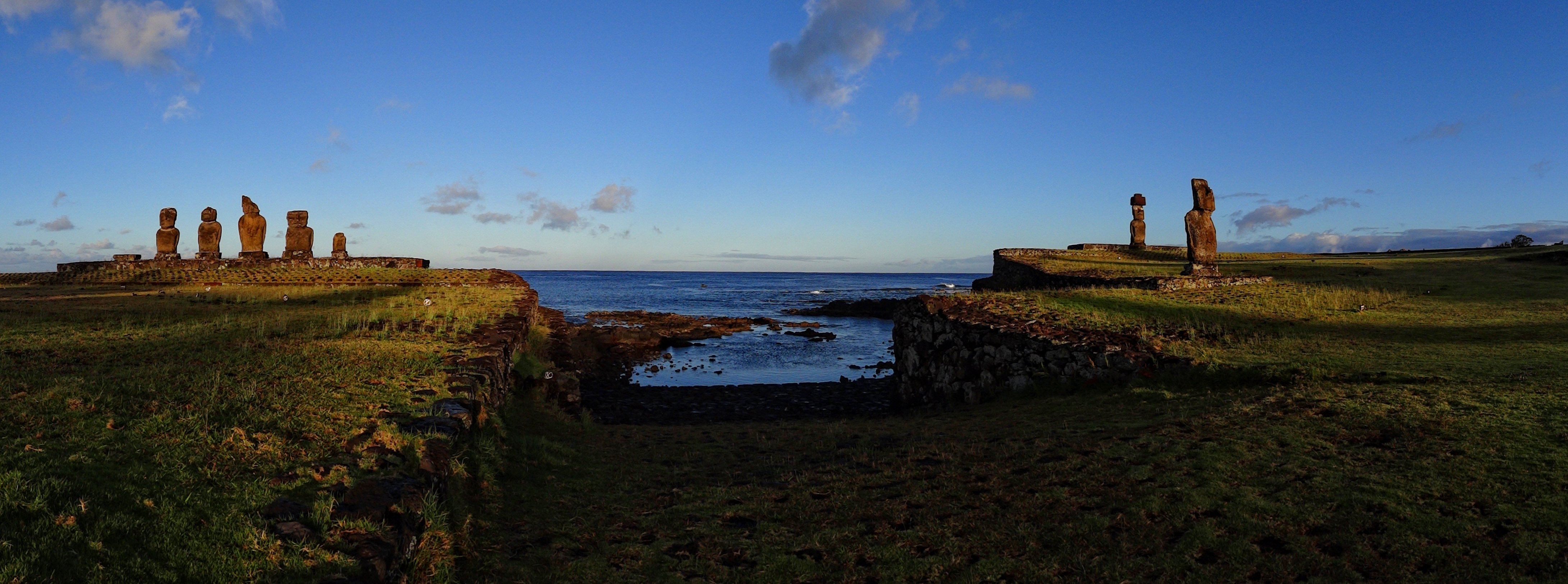
Le complexe vu de l'est au lever du soleil

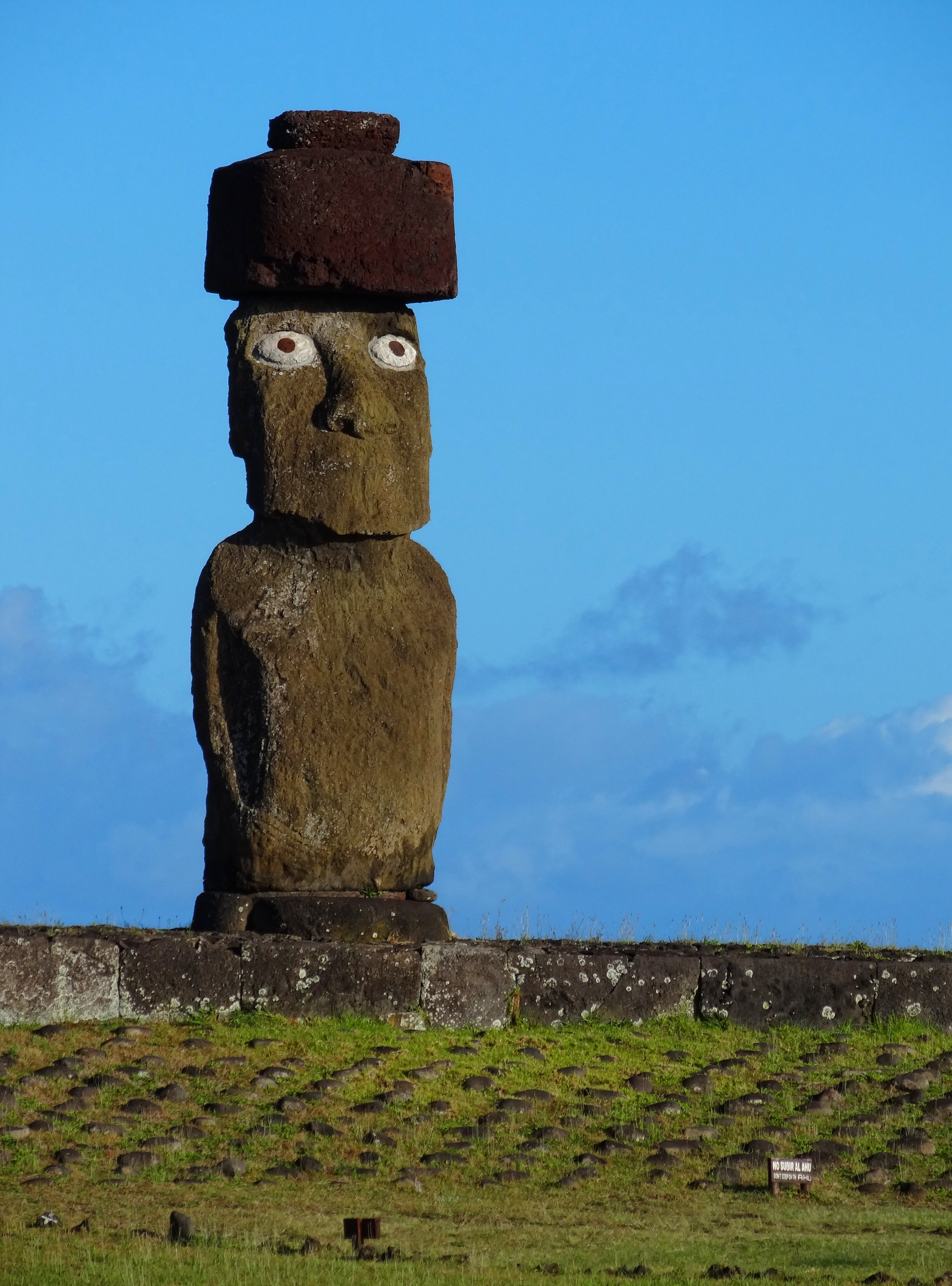
Ahu Ko Te Riku, et ses yeux restaurés

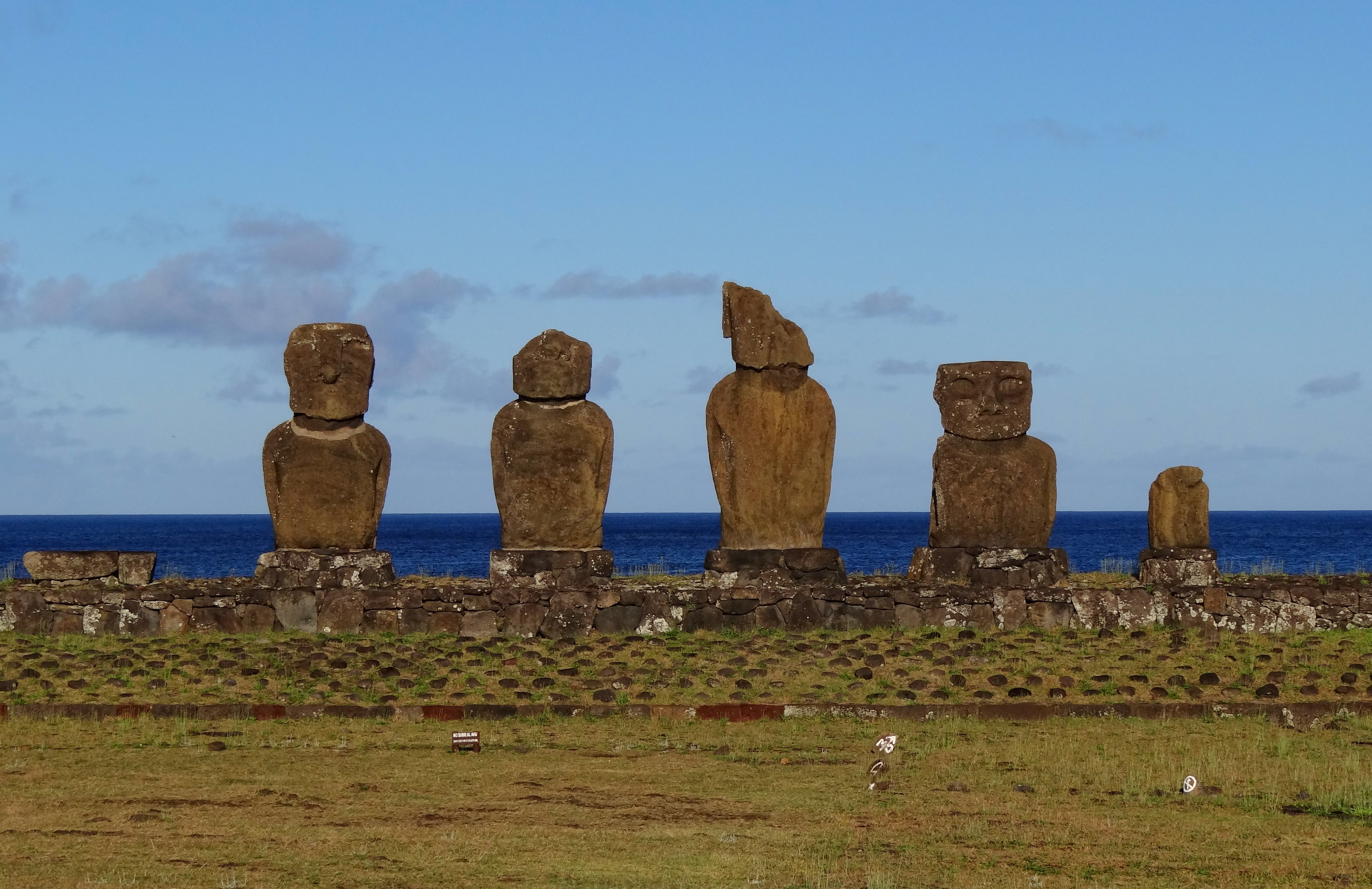
Ahu Vai Ure

Le complexe cérémonial de Tahai (ou Site des Ahu Tahai) est un site archéologique situé sur  l'île de Pâques (également dénommé Rapa Nui), en Polynésie chilienne.
Restauré en 1974 par l'archéologue américain William Mulloy, le site de Tahai comprend trois principaux ahu du nord au sud :

1. Ko Te Riku (aux yeux restaurés),
2. Tahai et Vai Ure.
3. Visible au loin de Tahai, deux ahu restaurés à Hanga Kio'e, des projets que Mulloy entrepris en 1972.

Comme d'autres projets de restauration Mulloy à Ahu Akivi, le village cérémoniel d'Orongo et Vinapu, le centre cérémoniel de Tahai fait désormais partie intégrante du parc national de Rapa Nui, désigné par l'UNESCO, en tant que site du patrimoine mondial.
William Mulloy et son épouse, Emily Ross Mulloy, sont enterrés sur le site de Tahai.